# Owariola meroistyczno-telotroficzna
Owariola meroistyczno-telotroficzna – typ owarioli meroistycznej, w której germaria zawierają duże zespoły (grona) komórek płciowych. W zespołach tych powstają liczne oocyty przemieszczające się w czasie rozwoju do witelarium. Trofocyty zatrzymywane są w apikalnej części owarioli, co powoduje że germaria przekształcają się w komory odżywcze. Komórki odżywcze kontaktują się z oocytami za pomocą długich wypustek cytoplazmatycznych zwanych sznurami odżywczymi.
W tym typie owarioli pęcherzyki jajnikowe zbudowane są z 3 elementów:
- oocytu;
- grupy komórek odżywczych;
- nabłonka folikularnego.